# Пјотр Маркович Алешковски
Пјотр Маркович Алешковски (рус. Пётр Ма́ркович Алешко́вский) је руски писац, историчар, емитер, телевизијски водитељ, новинар и археолог.

## Биографија
Рођен је 22. септембра 1957. у Москви у породици историчара Марка Хајмовича Алешковског и Наталије Германовне Недошивине, Јуз Алешковски је његов ујак. Дипломирао је историју на Московском државном универзитету Ломоносов 1979. године. Радећи са Союзреставрация од 1979. до 1985. је обновио неколико манастира у северним руским областима међу којима су Велики Новгород и Ферапонтов манастир. Приче је почео да пише од 1989. у часопису Wolga, а затим прелази у бројне друге часописе међу којима су The Youth, October и The Capital. Од 2000. до 2002. је радио у књижевном часопису Book's Revue и водио је истоимену телевизијску емисију на Русија 1. Од 2007. до 2008. је водио недељну колумну у часопису The Russian Reporter где је 2008. писао и есеје. Водио је телевизијску емисију Alphabet of Reading on Culture. Теме и стил његових књижевних дела су индивидуални, у распону од готичких и реалистичких прича, бајки и историјских нарација, често са дозом хумора. У делима се бави универзалним људским емоцијама и искуствима. Добитник је руске Букерове награде 2016. за роман The Citadel. Његова књига Жизнеописание Хорька је била номинована за исту награду 1994, као и Vladimir Chigrintsev две године касније, Рыба и Big Book 2006. 